# Kazuya Onohara
Kazuya Onohara (japanisch 小野原 和哉 Onohara Kazuya; * 16. April 1996 in der Präfektur Osaka) ist ein japanischer Fußballspieler.

## Karriere
Onohara erlernte das Fußballspielen in der Jugendmannschaft von Júbilo Iwata und der Universitätsmannschaft der Ryūtsū-Keizai-Universität. Seinen ersten Vertrag unterschrieb er 2019 beim Renofa Yamaguchi FC. Der Verein aus Yamaguchi spielte in der zweithöchsten Liga des Landes, der J2 League. Für den Verein absolvierte er 13 Zweitligaspiele. Im Januar 2020 wechselte er nach Europa, wo er sich in Portugal dem UD Oliveirense anschloss. Der Verein aus Oliveira de Azeméis spielte in der zweiten Liga des Landes, der Segunda Liga. Am Ende der Saison 2020/21 stieg er mit dem Verein in die dritte Liga ab. Für Oliveirense bestritt er 19 Zweitligaspiele und vier Drittligaspiele. Im Januar 2022 kehrte er nach Japan zurück. Hier unterschrieb er einen Vertrag beim Zweitligisten Zweigen Kanazawa. Am Ende der Saison 2023 belegte er mit Zweigen den letzten Tabellenplatz und musste somit den Weg in die dritte Liga antreten. Nach dem Abstieg wechselte er auf Leihbasis zum Zweitligisten Blaublitz Akita. Hier bestritt er 31 Zweitligaspiele. Nach der Ausleihe wurde er von dem Verein aus Akita im Februar 2025 fest unter Vertrag genommen.